# مفهوم البدائية
مفهوم مصطلح البُدَائيَّة (بالإنجليزية: Primitive)‏ يرتبط مفهوم «البُدَائيَّة» في البحث الأنتروبولوجي الحديث بمفهوم «التطورية» أو «الارتقائية» (Evolutionism). والتطورية مصطلح يستخدم للإشارة إلى نظريات أنتربولوجية وبيولوجية ظهرت أواسط القرن التاسع عشر، وحاولت تقسيم الظواهر الاجتماعية والبيولوجية باعتبارها ارتقاء في خط مستقيم من الأدنى إلى الأعلى، بحيث يفضي الشكل الأدنى السابق إلى شكل أرقی لاحق.
وقد كان للفيلسوف الإنكليزي هربرت سبنسر أثر مباشر على ظهور المذاهب التطورية في مجال الأنتروبولوجيا بشكل خاص. فقبل ظهور کتاب داروين في أصل الأنواع، وإحداثه ثورة في علم البيولوجيا، قال سبنسر بالتطور على أنه المبدأ الذي يحكم التغير على كل صعيد. يقول في مقالته التطور وقوانينه:
| مفهوم البدائية | إن التحرك قدما من البسيط إلى المركب عبر عملية متسلسلة من التمايز المتتابع، هو شأن أكيد يمكن ملاحظته في تطور الإنسانية، وفي تطور ما لا يحصى من النواتج الفكرية والمادية للنشاط الإنساني | مفهوم البدائية |

وبعد أن نشر داروين نظريته في أصل الأنواع، دخل المفهوم التطوري في صلب تفكير الإنسان الحديث ونظرته إلى الأمور، وصرنا ننظر إلى كل ما هو قديم باعتباره الأدني في سلم التقدم، وإلى كل ما هو حديث باعتباره الأعلى في هذا السلم التطوري الصاعد. وقد ساعد على تكريس مفهومي الأدنى والأعلى، تلك الرسوم البيانية النشوئية الخاصة بتطور الأنواع والتي ابتدرها داروين، حيث ترسم الأشكال الأقدم في الجزء الأدنى من الرسم، والأشكال الأحدث في الجزء الأعلى منه. وبذلك دخل في روعنا تدريجيًّا، أن القديم هو الأدنى والحديث هو الأعلى. وترافق ذلك، كما هو متوقع، مع حكم قيمي يربط الأدنى في سلم التطور بالتدني، أي ما هو أسوأ، ويربط الأعلى بالسمو، أي بما هو أفضل.

## مفهوم التدني
توسع مفهوم التدني ليشمل الانحطاط من الناحيتين العقلية والخلقية، فضلا عن الناحية الطبيعية. وانطلاقا من هذا الحكم القيمي الاعتباطي، يعتبر إنسان النياندرتال والأسترالي الأصلي، أحط من الناحيتين الثقافية والطبيعية من الإنسان الأوروبي الحديث الذي يعتلي شجرة التطور. وهي الصورة التي يرسمها عادة علماء الأنتروبولوجيا الطبيعية لشجرة نسب الإنسان التي تنبت من الأسلاف القرديين، وتتموضع عليها صعدا المجموعات المختلفة من الرئيسات، على مخطط نشوئي يظهر الإنسان الأبيض كآخر وأعلى فروع الرسم، بينما تظهر الأجناس الأخرى وهي تتفرع من المناطق الدنيا الأكثر قدما.

### ظهور مصطلح البدائي
وقد قادت المفاهيم التطورية إلى إحداث مصطلح «البدائي» و«البدائية». فالبدائي هو الإنسان الذي «عاش» في بداية عملية النشوء والارتقاء، ومثله إنسان القبائل «البدائية»، الذي يعتبره التطوريون أقرب إلى الإنسان الأول في عصوره الحجرية، واعتبرت ثقافته بمثابة بقايا متحجرة من الثقافات الابتدائية الأصلية. ونُظر إلى كل ما يمت إلى هذه الجماعات بصلة، باعتباره «بدائيا» وفق الحكم القيمي التطوري، وصار الحديث عن «دین بدائي» و«أخلاق بدائية» و«مؤسسات اجتماعية بدائية» وما إلى ذلك أمرا شائعا. غير أن هذا الحكم القيمي الذي يرى في كل ما هو «بدائي» حالة متدنية، هو حكم غير دقيق في الواقع، ومسألة «البدائية» لا يمكن تقريرها بمثل هذه السهولة. فمما لا شك فيه أن المنكاش الحجري أكثر بدائية من المحراث الذي تجره الحيوانات، وأن هذا بدوره أكثر بدائية من الجرار الحديث. ومما لا شك فيه أيضا أن السهم الذي يطلق من أنبوبة النفخ أكثر بدائية من السهم الذي يطلق بواسطة القوس والوتر.
ولكن من يستطيع القول أن الحكم الاستبدادي الذي ساد في الحضارات الكبرى أكثر تطورا من الحكم القبلي القائم على حرية وتساوي أفراد القبيلة الواحدة؟ أو أن الأديان المتأخرة التي يمتلئ تاريخها بالاضطهاد وملاحقة الهراطقة والحروب الشاملة ضد الشعوب الأخرى، هي أكثر تطورا من الأديان «البدائية» التي تتسم بالتسامح مع كل المعتقدات؟ أو أن العلاقات الإنسانية في المدينة الحديثة القائمة على التنافس المحموم، هي أكثر تطورا من العلاقات «البدائية» القائمة على التعاون والمشاركة؟
وفي الواقع فإن الشعوب البدائية قد تكون أقل تطورا في النواحي التكنولوجية وبعض النواحي الأخرى، ولكنها من بعض الوجوه أكثر تطورا من أكثر المجتمعات المتقدمة.
فالبدوي في صحاری رماله، والأسكيمو في صحارى جليده، هو أكثر ودا وشجاعة وصدقا وإخلاصا وتعاونا من أكثر أعضاء المجتمعات المتمدنة، وإن الجماعة التي ندعوها «بدائية» هي أكثر الأشكال الاجتماعية والسياسية إتاحة لحرية الفرد وتفتيح لإمكاناته.

## فنون ما قبل التاريخ
ولقد قادت المراجعة الشاملة للمفاهيم القديمة حول «البدائية»، إلى ظهور جيل جديد من الأنثروبولوجيين في الغرب، أخذ يرى بوضوح، ونتيجة للدراسة الموضوعية لركام المعلومات التي تكدست خلال القرن العشرين، أن المجتمعات التي ندعوها «البدائية» ليست مرحلة طفولية من مراحل تطور البشرية، وليست انحرافات في مسارات مسدودة على شجرة التطور التي تتربع فوقها المجتمعات الصناعية الحديثة، بل أنها شكل تام من أشكال الحياة الإنسانية الناضجة والمكتفية بنفهسا.
يقول أحد الأنثروبولوجيين البارزين في هذا الاتجاه، آشلي مونتاغيو:
| مفهوم البدائية | إن الخطا الأساسي الذي يرتكبه من يتحدث عن الفن البدائي، هو استخلاص التعميم من إحدى النواحي غير المتطورة نسبيا في الثقافة، وذلك مثل التكنولوجيا أو الاقتصاد، وافتراض أن كل النواحي الأخرى لتلك الثقافة لا بد أن تكون غير متطورة بالمقدار نفسه. والواقع، فإننا عندما نقارن خصائص معينة في الثقافات غير الكتابية (= بدائية)، مثل اللغة والدين والأساطير ونظام القربی والحكايا والأشعار وقص الأثر وغيرها، بمثيلاتها في المجتمعات المتمدنة، فإن أعضاء الثقافات اللاكتابية لن يقفوا على قدم المساواة مع أعضاء المجتمعات المتمدنة، فحسب بل سيتفوقون عليهم في أحيان كثيرة... وعندما اكتشفت المنحوتات البرونزية النيجيرية الرائعة، قال البعض إنها لا يمكن أن تكون من صنع الزنوج، فقد كان أسهل على هؤلاء أن يتصوروا فنانا كبيرا لأحد الأصول العرقية المتقدمة وقد قادته جولاته إلى نيجيريا، من أن ينسبوا لشعب بدائي لا يقرأ ولا يكتب، وما تزال ثقافته وتكنولوجيته «بدائية»، مثل هذه العبقرية الخلاقة والأساليب المتنوعة والخيال الرفيع، مما نجده في الفن النيجيري. | مفهوم البدائية |

ومن مجال الفن أيضا يأتينا البرهان على رقي نواح معينة من ثقافات العصر الحجري الموصوفة بالبدائية، وهو رقي يدفعنا إلى مقارنته بنظائرها في حضارتنا الحديثة. تقول آشلي مونتاغيو الذي اقتطفنا منه أعلاه، في هذا الموضوع ما يلي:
| مفهوم البدائية | فإنسان ما قبل التاريخ في العصر الحجري القديم الأعلى، كان في بعض نواحي حياته قادرا على إنجاز أمور عجز غيره منذ ذلك الحين التفوق عليه فيها. ومن بين الأمثلة البارزة على ذلك فنون العصر التي قال فيها السيرهربرت رید: إن أفضل رسومات التاميرا، ونيو، ولاسکو، تكشف عن مهارة لا تقل عن مهارة بيزانيلو أو بيكاسو. وكل من رأى الرسوم الأصلية، بل حتى نسخة مأخوذة عنها، سيوافق على أن هذا القول غير مبالغ فيه. فبالإضافة إلى المهارة الفنية التي اتصف بها الفنانون القدماء، فإن أعمالهم تظهر قدرا من الحيوية وقوة التعبير قل نظيره في أي عصر من العصور. ولا شك في أن الأفراد القادرين على استخدام مثل تلك المهارات، كانوا يتميزون بدرجة من الذكاء لا تقل عن تلك التي يمتلكها الإنسان المتمدن المعاصر. ولما كانت كلمة «بدائي» لا تؤدي إلى طمس هذه الحقيقة فحسب، بل إلى حجب قدرتنا على فهم المغزى الحقيقي للوقائع، فإن علينا التحلي بأقصى درجات الحيطة إذا أردنا استخدامها. | مفهوم البدائية |

وحول الفكرة نفسها يقول كلود روي، وهو واحد من الدارسين المهمين للفنون البدائية:
| مفهوم البدائية | لا يمكن أن ندعو أي فن فنا متوحشا (= Savage) إلا بالقدر الذي نشارك فيه نحن بوهم الوحشية، ولا يمكن أن ندعو أي فن بدائيا إلا إذا نسينا صلته العميقة بكل من عبر بالرموز والصور عن مشاكلنا الإنسانية المشتركة في الحياة والفكر. ورغم أن الأنثروبولوجيين هم أول من خطر ببالهم إطلاق اسم متحف الإنسان على متحفهم في مدينة باريس، وهو اسم جميل حقا، إلا أن الاسم نفسه ينطبق على كل متحف في العالم. ويمكننا أن نتخيل متحفا واحدا ضخما للإنسان، يشتمل على التنوع اللا نهائي للبشرية. في هذا المتحف لا يعتبر قناع من صنع قبيلة الدان أجمل من لوحة كورو المسماة امرأة باللون الأزرق، ولا تمثال برونزي صغير من ساردینیا صنع قبل الميلاد بألف سنة، أجمل من تمثال رودان في أيامنا. إن نوعية الحياة الإنسانية لا يمكن أن تقاس كميا لا بالآلات ولا بالأرقام، وما دام العمل الفني هو العمل الإنساني الذي يدوم، فإنه هو الذي يجسد لنا فن الحياة الذي خلقه لنا أناس لا نعرف عنهم شيئا بدونه. | مفهوم البدائية |

ويقول دارس مهم آخر لفنون ما قبل التاريخ، وهو أندرياس لومیل:
| مفهوم البدائية | إن تعلیل تلك النوعية العالية لفن الكهوف هو أمر يتأبى علينا، وبكل سر وسحر. ويفضل البعض عدم التفكير بهذه المسألة جملة وتفصيلا، لأنها تطرح على دارسي ما قبل التاريخ، وبشكل خاص على كل من يحمل أفكارا ساذجة عن التطور، أسئلة تصعب الإجابة عليها. فإذا كان الإنسان الأول «البدائي »» قادرا على إنتاج مثل هذه الأعمال الفنية الرفيعة والبعيدة عن البساطة، بما توفر لديه من أدوات حجرية وعظمية فجة، فإنه لم يكن بدائية بالمعنى الفني والفكري بل لا بد أنه وصل في هذه المجالات ذروة لم يتم تجاوزها منذ ذلك الوقت. وهذا ما يقودنا إلى القول، بأن التطور الفني والعقلي لا يتماشى بالضرورة مع التطور المادي للحضارة. ولا شك بأن قبولنا بهذا الرأي، من شأنه تغيير نظرتنا السائدة إلى التطور الإنساني باعتباره خطاً صاعدا في طريق مستقيم. | مفهوم البدائية |

### أهمية الرؤية الجديدة
لقد أدت هذه الرؤية الجديدة لمسألة «البدائية» إلى إعادة النظر في المصطلح نفسه، ومحاولة استبداله بمصطلح بديل لا يوحي بفكرة التدني من الناحية التطورية. فاقترح بعض الباحثين مصطلح «الجماعات اللاكتابية» بدل «الجماعات البدائية»، واقترح آخرون «الجماعات الإثنية» أو «الجماعات الوطنية» وغيرها. وهنالك مصطلح استخدمه مؤرخ الأديان المعروف میرسيا إلياد، الذي استبدل «البدائي» بـ«التقليدي»، وذلك انطلاقا من كون المجتمعات التي ندعوها «بدائية»، هي مجتمعات محافظة إلى حد بعيد، وبطيئة النمو والتغير، مقارنة بالمجتمعات التي توضعت تاريخيا على الخط الرئيسي لاتجاه سير الحضارة الذي انتهى بمجتمع الصناعة والتكنولوجيا الحديث، وبما أن هذه المصطلحات الجديدة مازالت موضع جدل بين الباحثين، ولم يكتب لواحد منها الاستمرار والانتشار، يمكن في اعتقادي المحافظة مؤقتا على مصطلح «البدائي» بعد استبعاد المعاني السلبية التي ارتبطت به. وهذا ما قام به المؤلفون الأجلاء الذين ترجمنا لهم في هذا الكتاب.

### نظرة الأنثربولوجيين
لقد اعتاد الانثربولوجيون النظر إلى الثقافات البدائية الحديثة باعتبارها ممثلة لمجتمعات ما قبل التاريخ وأكثر شبها بها، وافترضوا أن الأنماط الثقافية البدائية القائمة اليوم (أو التي كانت قائمة إلى وقت قریب، لأن معظم المجتمعات البدائية قد تخطت بشكل أو آخر عتبة الحضارة الحديثة ولو من حيث الشكل فقط) تتطابق مع الأنماط الثقافية التي ميزت طفولة الجنس البشري، وأن البدائية الحديثة ليست إلا بقايا متحجرة من تلك العصور الغابرة.
وبناء على هذا الافتراض، أخذ الأنثربولوجيون يعكسون معظم ما يجدونه لدى هذه الثقافات على المراحل الابتدائية للثقافة الإنسانية في عصورها الحجرية، في سعيهم للبحث عن البدايات والأصول. غير أن الدراسات المعمقة لفيض المعلومات التي تحصلت لدينا خلال القرن المنصرم، تظهر أن الثقافات البدائية ليست مستحاثات من العصر الحجري، بل هي ثقافات «تاريخية» قد مرت بتاريخ لا يقل طولا عن تاريخ الشعوب المتمدنة، أوصلها إلى ما هي عليها الآن. ورغم بطء مسيرتها، فإن المجتمعات البدائية قد خضعت بالتأكيد إلى تغییرات جمة في اللغة والدين والعادات والتكنولوجيا، وتبادلت التأثير بشكل دائم مع بعضها البعض ومع الثقافات «العليا»، بالغا ما بلغ من عزلتها. ولذا فإن مؤسساتها لا يمكن أن تعكس بحال من الأحوال المؤسسات الثقافية الأصلية.

## التغيير في المجتمعات البدائية
ولعل من دلائل التغيير الذي خضعت له المجتمعات البدائية، ذلك التعقيد الشديد الذي يميز بعض مؤسساتها، والذي لا يمكن مقارنته أحيانا بما لدی المجتمعات المتقدمة. فنظام القربی مثلا، لدى الأمريكيين من أهل المجتمع الصناعي المعقد، هو نظام شدید البساطة ولا يقارن بنظام القربي الشديد التعقيد لدى سكان أستراليا الأصليين. وهناك أنظمة سياسية عالية التنظيم لدى بعض الشعوب الأفريقية، كما هو الحال في داهومي وأوغندا. وفيما يتعلق بالناحية الدينية، فإن تعقد الحياة الدينية لدى الثقافات البدائية، لا يقارن أبدا بالحياة الدينية المسطحة لدى شعوب المجتمعات الصناعية الحديثة. يقول أحد الباحثين في الديانات الأفريقية:
| مفهوم البدائية | إن الديانات الأفريقية التقليدية ليست أبدا ديانات بدائية، لأنها تجر وراءها آلاف السنين من التطور، شأنها في ذلك شأن غيرها. إنها ثمرة تفكير استمر قرونا مديدة، ونتاج تجارب أناس واجهوا قوى الطبيعة وجها لوجه. ويمكن للباحث أن يعثر في هذه الديانات على مؤثرات شرق أوسطية قديمة، منها على سبيل المثال الأسبوع ذو الأيام السبعة التي يحكم كل منها أحد الكواكب السيارة السبعة. | مفهوم البدائية |

وفي الواقع، فلقد كان لدى رواد الأنثروبولوجيا الحديثة بعض الحق في توجههم إلى المجتمعات البدائية في معرض بحثهم عن الأصول والبدايات، وذلك بسبب قلة المعلومات التي كانت متوفرة حتى ذلك الوقت عن عصور ما قبل التاريخ. أما الآن وبعد ازدياد معلوماتنا عن تلك العصور بما يكفي لأن تدرس بذاتها وبشكل مباشر، فإن الوثائق الجديدة المتوفرة لدينا هي التي يجب أن تستنطق وتستجوب أولا، في أي معرض للحديث عن طفولة الجنس البشري الإنساني وثقافاته الأصلية، وبعد ذلك يمكن إجراء التقاطعات بين ما تعطيه هذه الوثائق من شهادات وبين معلوماتنا المباشرة عن المجتمعات البدائية.
غير أن مما يؤسف له، أن تزايد الوثائق المادية عن ثقافات العصر الحجري، قد رافقه أفول النجم الأنتروبولوجيا النظرية ودراساتها الطموحة ذات الطابع الشمولي، وتحول العلماء إلى الدراسات الميدانية ذات الطابع التفصيلي، والتي ينتج عنها تقارير ملأى بالمعلومات المدققة عن الحياة اليومية للجماعات المدروسة. كما غلب على هذه الدراسات توجهها إلى العلاقات والمظاهر المادية من دون الاهتمام بالوسط الفكري لتلك الجماعات.
وهكذا لم تجد المعلومات المتزايدة عن ثقافات العصر الحجري الاهتمام الذي كانت ستلقاه لو أنها ظهرت قبل قرن من الآن. ففيما عدا الملاحظات التي يدونها علماء الآثار الذين يشعرون بضرورة وضع تفسيرات أولية للقاهم الأثرية في مواقع الإنسان القديم، وهي ملاحظات غير منتظمة في بنية شمولية، فإن الوسط الفكري للثقافات الأصلية لم يلق ما يستحقه من عناية واهتمام. ومع ذلك ينبغي أن نعترف بفضل عدد من الباحثين الذين قدموا مساهمات قيمة في محاولة لفهم الحياة الروحية لثقافات العصور الحجرية، ومن أبرزهم لوروا غورهان في كتاب «ديانات ما قبل التاريخ»، وجاك كوفان في كتابه «ديانات العصر الحجري الحديث» الذي استمد مادته من وثائق مواقع العصر النيوليتي في سورية، إضافة إلى عمل ب.م. غوف التوثيقي الهام والذي اقتصر على منطقة وادي الرافدين وعنوانه «رموز إنسان ما قبل التاريخ في وادي الرفدين». وذلك إضافة إلى المؤلفين الأفاضل الذين ترجمنا لهم في هذا الجزء الأول من موسوعتنا هذه، رغم ما تميزت به دراساتهم من حذر علمي شديد، وخوف من التعميم.